# Robert Moor
Pour les articles homonymes, voir Moor.
Robert Jean Alexandre Mouret dit Robert Moor, né le 17 juillet 1889 à Rouen et mort le 23 décembre 1972 à Suresnes, est un acteur français.

## Biographie

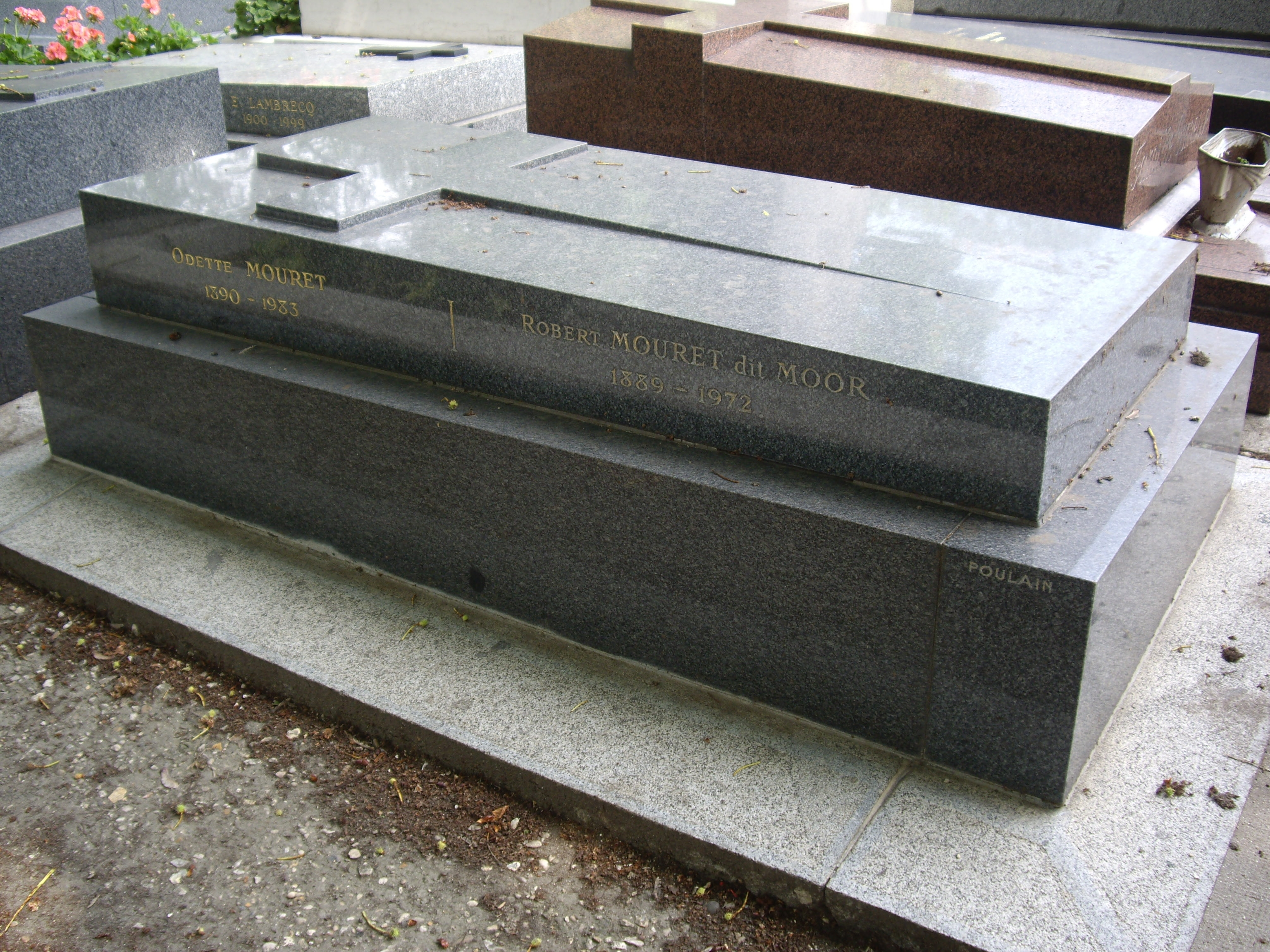
Tombe de Robert Moor au cimetière des Batignolles (division 26).

Il est inhumé à Paris au cimetière des Batignolles (26e division).

## Filmographie
- 1932 : Le Soir des rois de Jean Daumery
- 1932 : Une jeune fille et un million de Max Neufeld et Fred Ellis - Pimpant
- 1932 : Riri et Nono en vacances de Jacques Daroy - court métrage -
- 1933 : Knock de Louis Jouvet et Roger Goupillières -  L’instituteur
- 1933 : L'Abbé Constantin de Jean-Paul Paulin - Le comte de Larnac
- 1933 : Étienne de Jean Tarride
- 1933 : Vacances conjugales de Edmond T. Gréville - court métrage - L'oncle de Michèle
- 1934 : Madame Bovary de Jean Renoir -  Le concierge
- 1934 : Le Voyage imprévu de Jean de Limur
- 1935 : La Bandera de Julien Duvivier
- 1935 : Golgotha de Julien Duvivier
- 1935 : Cinquième au d'ssus de Jacques Daroy - court métrage -
- 1936 : La Belle Équipe de Julien Duvivier -  Un locataire
- 1937 : Aloha, le chant des îles de Léon Mathot
- 1937 : L'Homme de nulle part de Pierre Chenal - Le fossoyeur
- 1937 : Le Cantinier de la coloniale de Henry Wulschleger
- 1937 : La Danseuse rouge de Jean-Paul Paulin
- 1937 : La Tragédie impériale de Marcel L'Herbier - Le maître d'hôtel d'Ania
- 1938 : Café de Paris de Yves Mirande - Un agent
- 1938 : Entrée des artistes de Marc Allégret - Albert, le concierge
- 1938 : L'Ange que j'ai vendu de Michel Bernheim
- 1938 : Je chante de Christian Stengel
- 1938 : La Maison du Maltais de Pierre Chenal - Le domestique de Chervin
- 1938 : Monsieur Coccinelle de Dominique Bernard-Deschamps
- 1938 : La Route enchantée de Pierre Caron
- 1938 : La Rue sans joie d'André Hugon
- 1938 : Thérèse Martin de Maurice de Canonge - M. Guérin
- 1939 : Derrière la façade de Georges Lacombe et Yves Mirande - Un agent
- 1939 : La Piste du nord de Jacques Feyder - Parker
- 1940 : Menaces de Edmond T. Gréville -  Le philatéliste
- 1942 : La Croisée des chemins de André Berthomieu - Émile
- 1942 : Les Petits Riens de Raymond Leboursier
- 1943 : Arlette et l'Amour de Robert Vernay - Mathurin
- 1943 : Ne le criez pas sur les toits de Jacques Daniel-Norman - Le deuxième commanditaire
- 1943 : Une femme dans la nuit de Edmond T. Gréville -  Le baron Hochecorne
- 1945 : La Ferme du pendu de Jean Dréville - Le notaire
- 1945 : La Fille aux yeux gris de Jean Faurez
- 1945 : Marie la Misère de Jacques de Baroncelli
- 1945 : Raboliot de Jacques Daroy
- 1946 : L'Homme de Gilles Margaritis - court métrage -
- 1947 : Fantômas de Jean Sacha
- 1947 : La Grande Maguet de Roger Richebé - Le médecin
- 1947 : Les gosses mènent l'enquête de Maurice Labro - Un professeur
- 1947 : Miroir de Raymond Lamy - Antoine
- 1948 : D'homme à hommes de Christian-Jaque - Un valet
- 1948 : Si jeunesse savait de André Cerf -  Le médecin
- 1949 : Tous les deux de Louis Cuny
- 1949 : Du Guesclin de Bernard de Latour
- 1949 : Fantômas contre Fantômas de Robert Vernay - Le médecin légiste
- 1949 : Le Mystère Barton de Charles Spaak - Le domestique
- 1950 : Dominique de Yvan Noé - Oncle Charles
- 1950 : Justice est faite de André Cayatte - Le professeur Limousin
- 1950 : Souvenirs perdus de Christian-Jaque - Le notaire
- 1951 : Rue des Saussaies de Ralph Habib
- 1951 : Sous le ciel de Paris de Julien Duvivier - Un examinateur
- 1951 : Topaze de Marcel Pagnol - Le vénérable vieillard
- 1951 : La Plus Belle Fille du monde de Christian Stengel
- 1951 : Un grand patron de Yves Ciampi - Le professeur Pecavi
- 1951 : Victor  de Claude Heymann - Le domestique des "Pélissier"
- 1953 : La neige était sale de Luis Saslavsky - Le professeur
- 1953 : Les amours finissent à l'aube de Henri Calef
- 1953 : L'Esclave d'Yves Ciampi
- 1953 : Madame de... de Max Ophüls - Un diplomate
- 1953 : Le Portrait de son père de André Berthomieu - Le premier clerc
- 1953 : La Route Napoléon de Jean Delannoy - Un membre du comité d'administration
- 1954 : Leguignon guérisseur de Maurice Labro - Le notaire
- 1954 : La Reine Margot de Jean Dréville - Le procureur
- 1955 : Le Dossier noir d'André Cayatte - M. de Montesson
- 1957 : Le Cas du docteur Laurent de Jean-Paul Le Chanois - Un docteur
- 1958 : Madame et son auto de Robert Vernay
- 1961 : Vive Henri IV, vive l'amour de Claude Autant-Lara
- 1962 : Bonne chance, Charlie de Jean-Louis Richard - Berthier
- 1962 : Le Monte-charge de Marcel Bluwal
- 1966 : La Vie de château de Jean-Paul Rappeneau - Plantier, le jardinier du château

## Théâtre
- 1926 : Au grand large de Sutton Vane, mise en scène Louis Jouvet, Comédie des Champs-Élysées
- 1926 : Le Dictateur de Jules Romains, mise en scène Louis Jouvet, Comédie des Champs-Élysées
- 1926 : Au grand large de Sutton Vane, mise en scène Louis Jouvet, Comédie des Champs-Élysées
- 1927 : Léopold le bien-aimé de Jean Sarment, mise en scène Louis Jouvet, Comédie des Champs-Élysées, Martial
- 1928 : Siegfried de Jean Giraudoux, mise en scène Louis Jouvet, Comédie des Champs-Élysées
- 1929 : Suzanne de Steve Passeur, mise en scène Louis Jouvet, Comédie des Champs-Élysées
- 1932 : La Pâtissière du village ou Madeleine d'Alfred Savoir, mise en scène Louis Jouvet, théâtre Pigalle
- 1934 : Au grand large de Sutton Vane, mise en scène Louis Jouvet, Comédie des Champs-Élysées
- 1934 : La Machine infernale de Jean Cocteau, mise en scène Louis Jouvet, Comédie des Champs-Élysées
- 1946 : Dix Petits Nègres d'Agatha Christie, mise en scène Roland Piétri, Théâtre Antoine
- 1946 : La Putain respectueuse de Jean-Paul Sartre, mise en scène Julien Bertheau, Théâtre Antoine
- 1946 : Morts sans sépulture de Jean-Paul Sartre, mise en scène Michel Vitold, Théâtre Antoine
- 1949 : Un tramway nommé Désir de Tennessee Williams, mise en scène Raymond Rouleau, Théâtre Edouard VII
- 1954 : L'homme qui était venu pour diner de George Kaufman & Moss. Hart, mise en scène Fernand Ledoux, Théâtre Antoine
- 1954 : Les Sorcières de Salem d'Arthur Miller, mise en scène Raymond Rouleau, Théâtre Sarah-Bernhardt
- 1956 : Les Sorcières de Salem de Arthur Miller, mise en scène Raymond Rouleau, Théâtre des Célestins
- 1957 : Vous qui nous jugez de Robert Hossein, mise en scène de l'auteur, Théâtre de l'Œuvre
- 1958 : Douze hommes en colère de Reginald Rose, mise en scène Michel Vitold, Théâtre de la Gaîté-Montparnasse
- 1960 : Gigi de Colette, mise en scène Robert Manuel, Théâtre Antoine
- 1961 : Gorgonio de Tullio Pinelli, mise en scène Claude Sainval, Comédie des Champs-Élysées
- 1961 : Alcool de Jacques Robert, mise en scène Christian-Gérard,  A.B.C.